# Oldbergssjön
Oldbergssjön är en sjö i Bergs kommun i Jämtland och ingår i Ljungans huvudavrinningsområde. Sjön har en area på 0,132 kvadratkilometer och ligger 774,6 meter över havet.

## Delavrinningsområde
Oldbergssjön ingår i det delavrinningsområde (698264-138316) som SMHI kallar för Inloppet i Över-Kroksjön. Medelhöjden är 791 meter över havet och ytan är 2,12 kvadratkilometer. Räknas de 5 avrinningsområdena uppströms in blir den ackumulerade arean 31,14 kvadratkilometer. Höstan som avvattnar avrinningsområdet har biflödesordning 3, vilket innebär att vattnet flödar genom totalt 3 vattendrag innan det når havet efter 300 kilometer. Avrinningsområdet består mestadels av skog (59 procent) och kalfjäll (34 procent). Avrinningsområdet har 0,13 kvadratkilometer vattenytor vilket ger det en sjöprocent på 6,2 procent.